# SANAA (arkitektkontor)

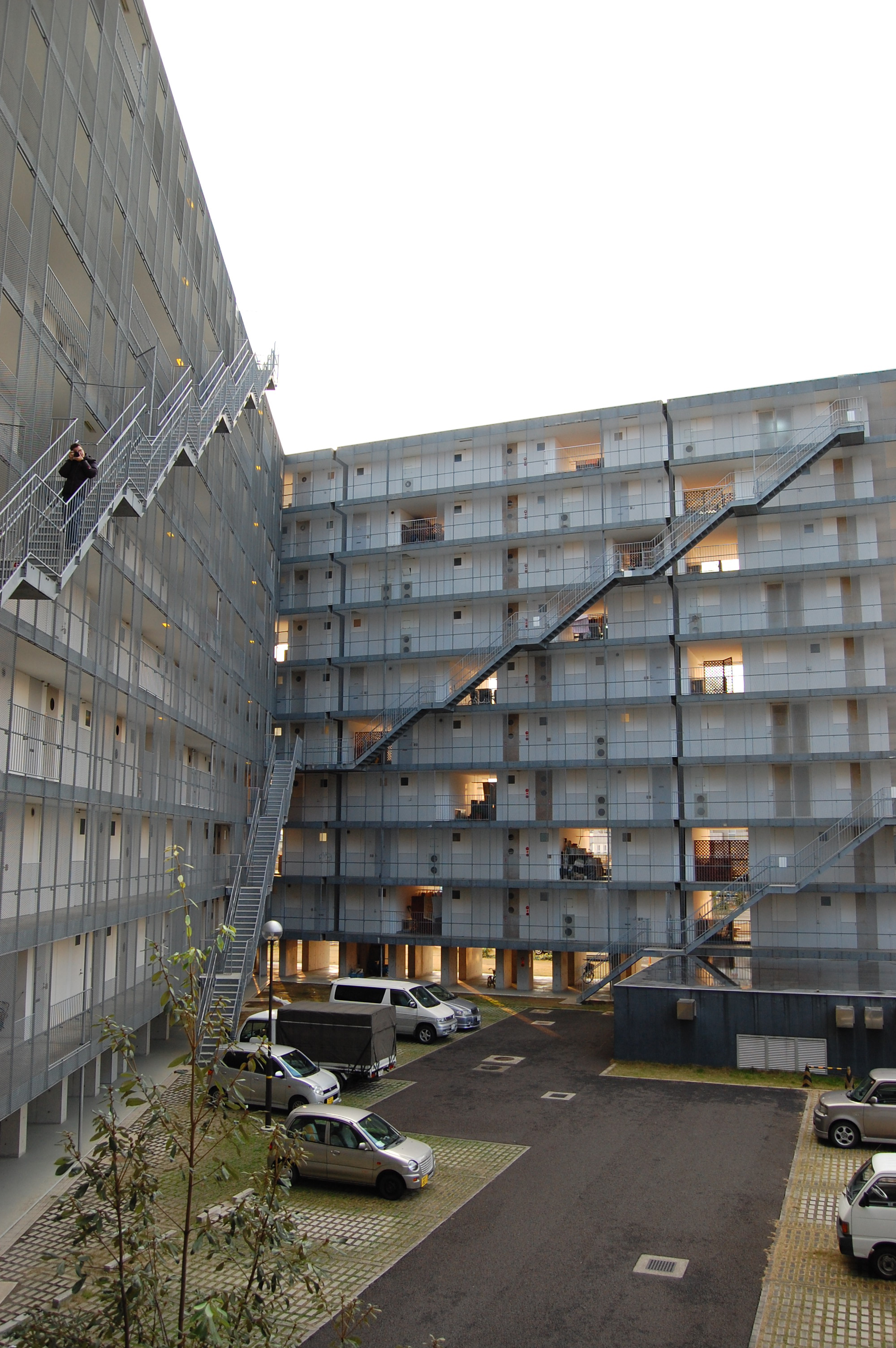
Bostadshus i Kitagata, Gifu prefektur, Japan

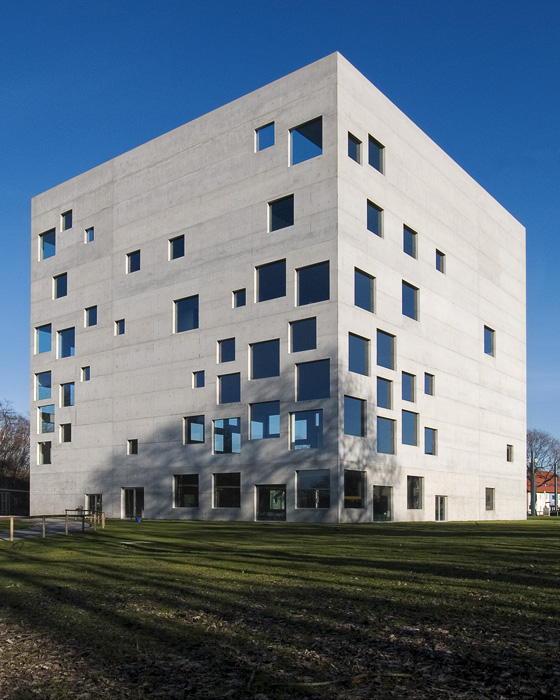
Högskolebyggnaden Zollverein-Kubus vid Zeche Zollverein i Essen, Tyskland

SANAA, en akronym för Sejima and Nishizawa and Associates, är ett arkitektkontor i Tokyo i Japan. SANAA grundades av Kazuyo Sejima och Ryue Nishizawa 1995.
SANAA, med de båda grundarna, fick Schockpriset 2005 och Pritzkerpriset 2010.

## Fotogalleri

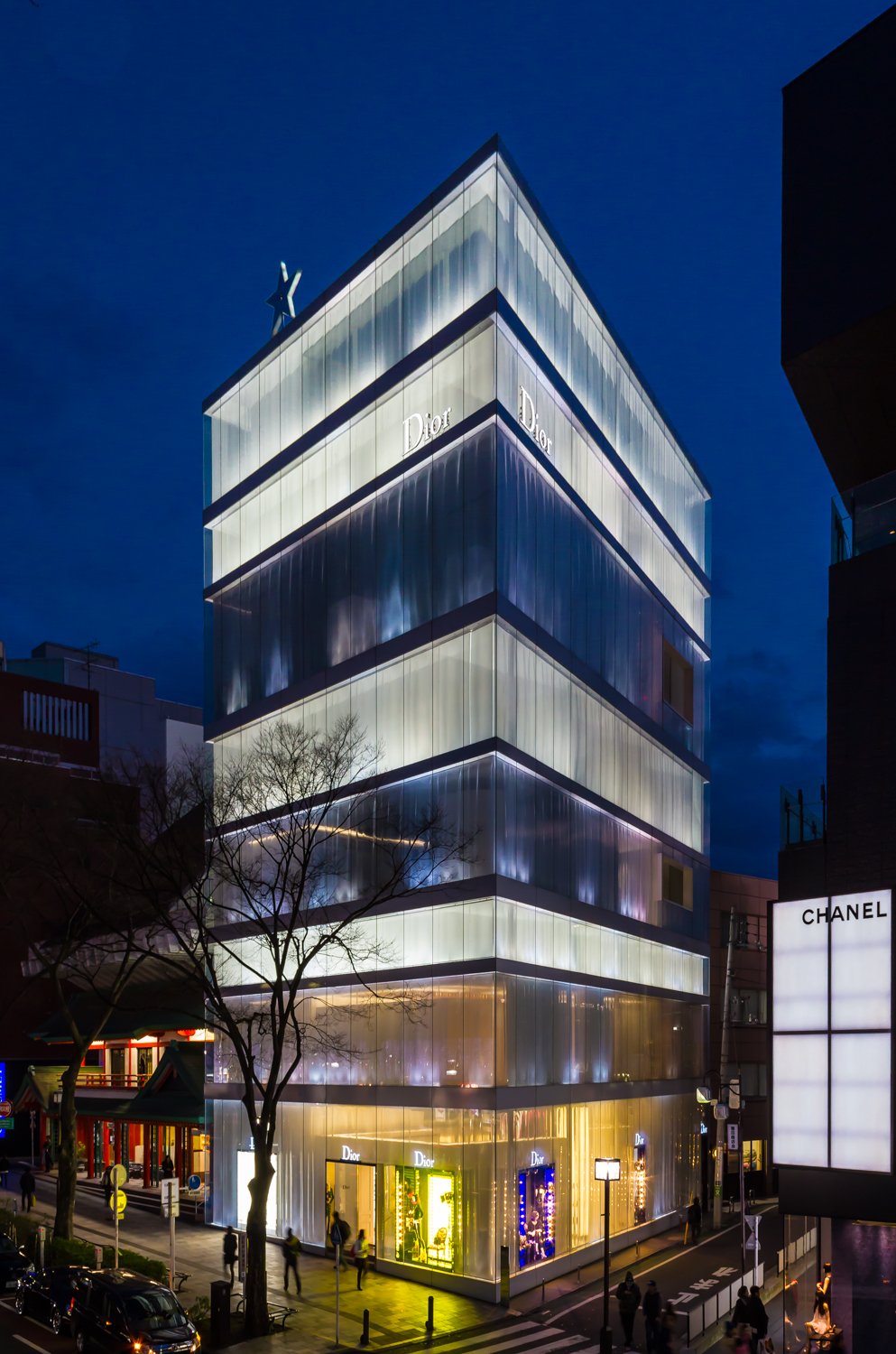
Christian Diorhuset i Omotesandō i Tokyo
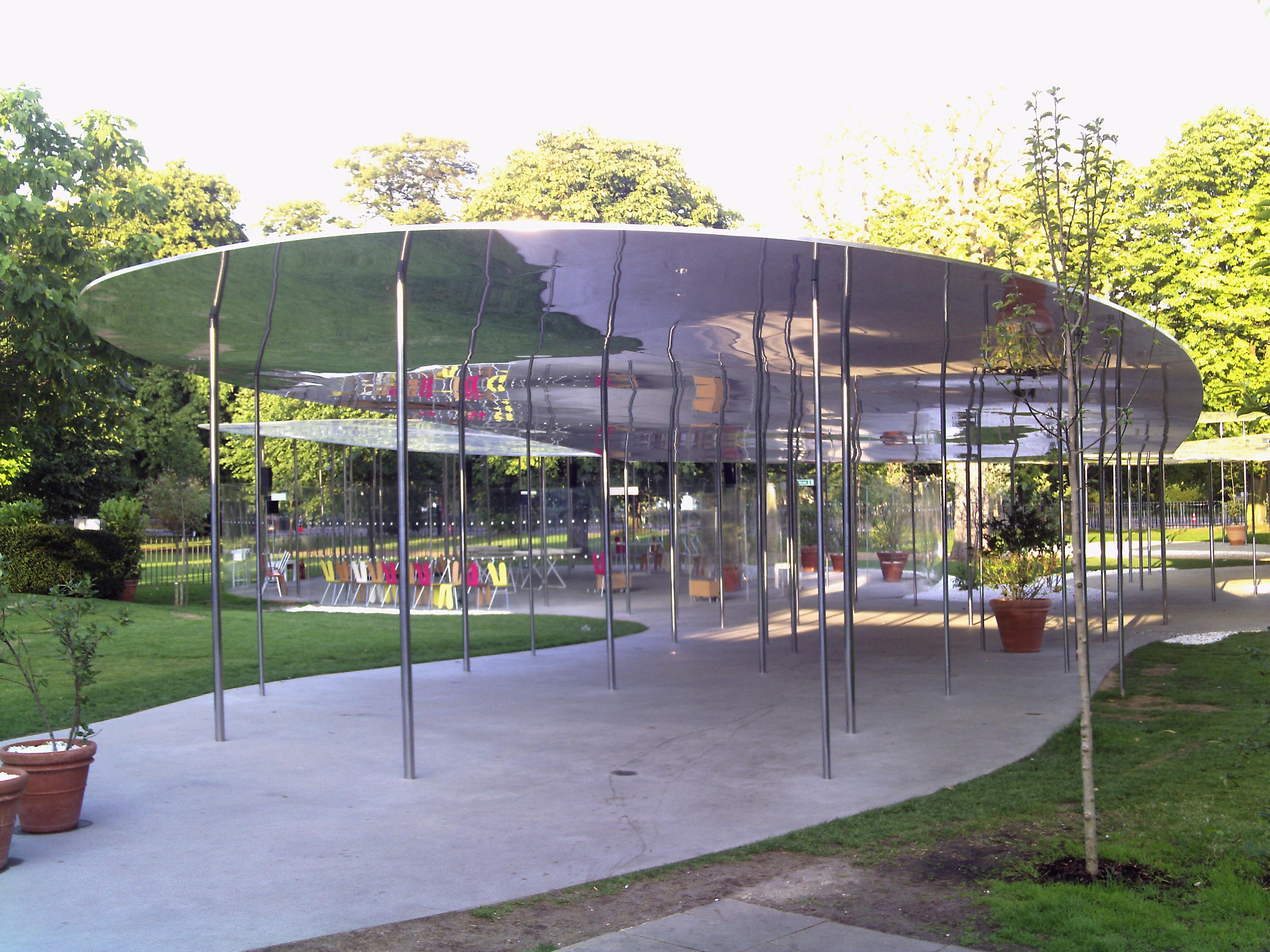
Serpentine Gallery Pavilion, 2009, London
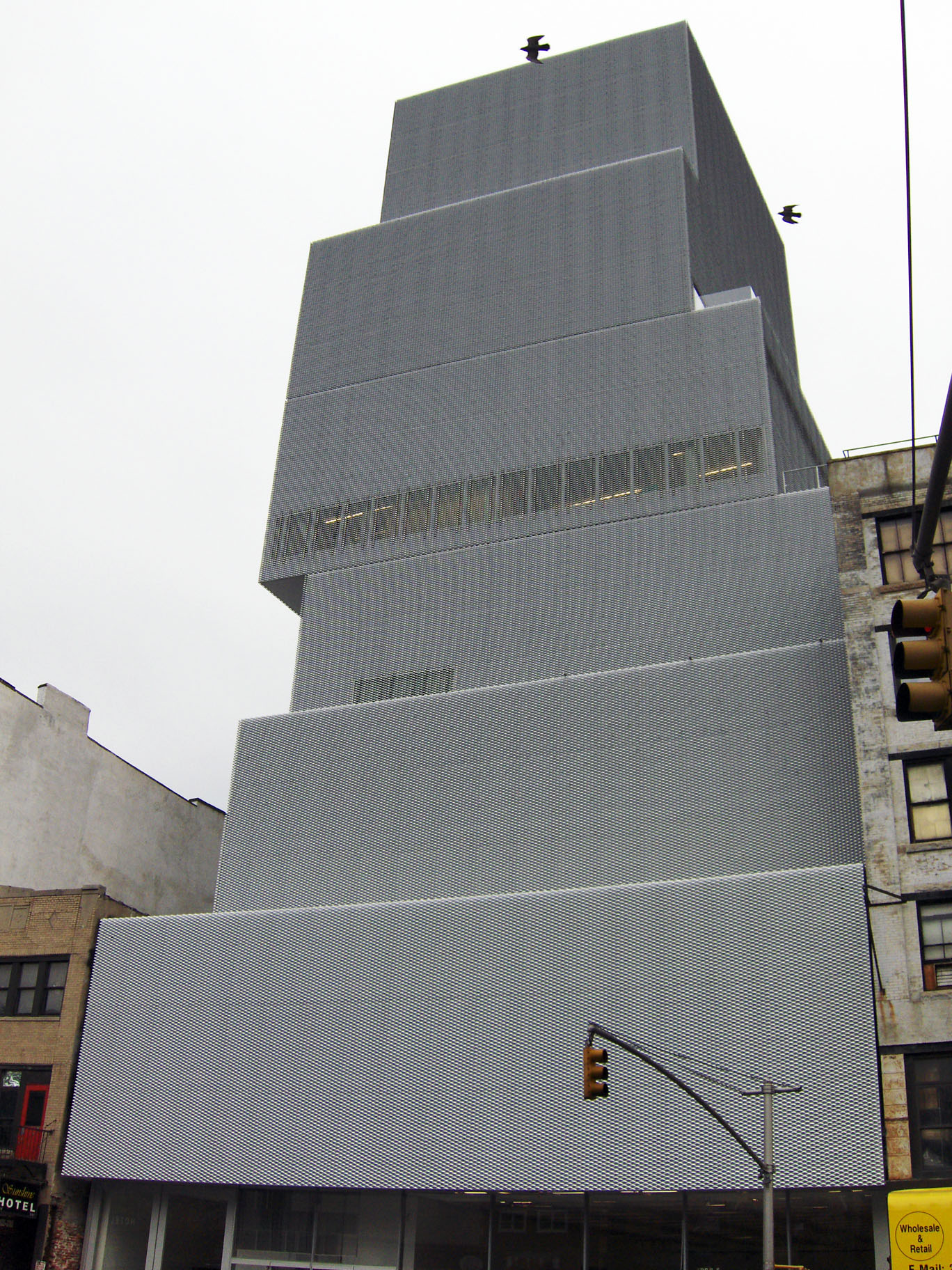
New Museum of Contemporary Art, New York
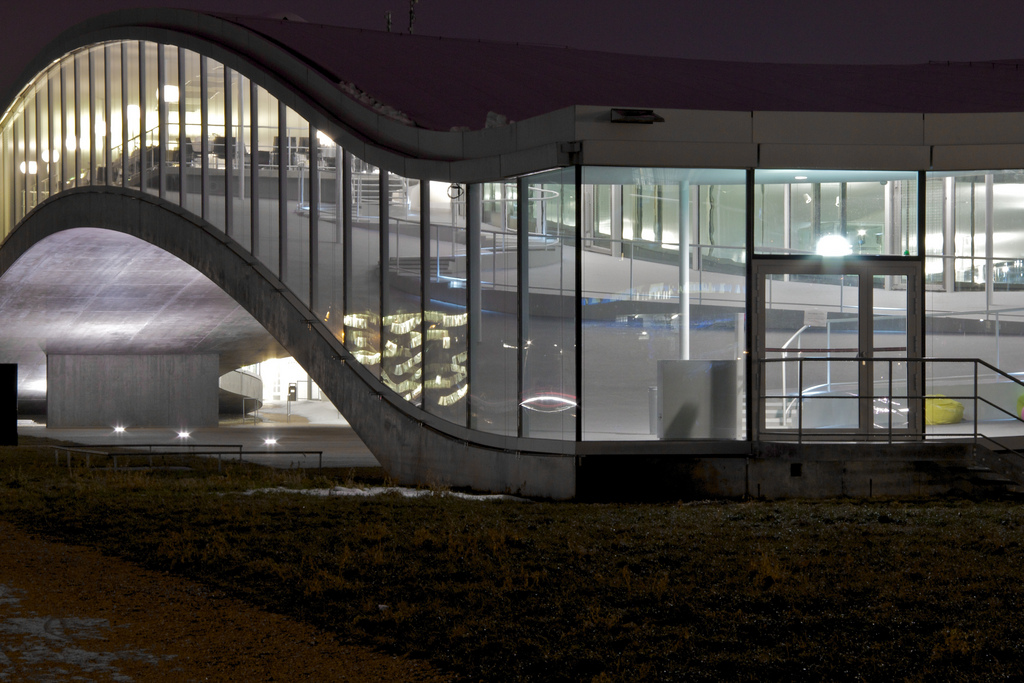
Rolex Learning center, Lausanne
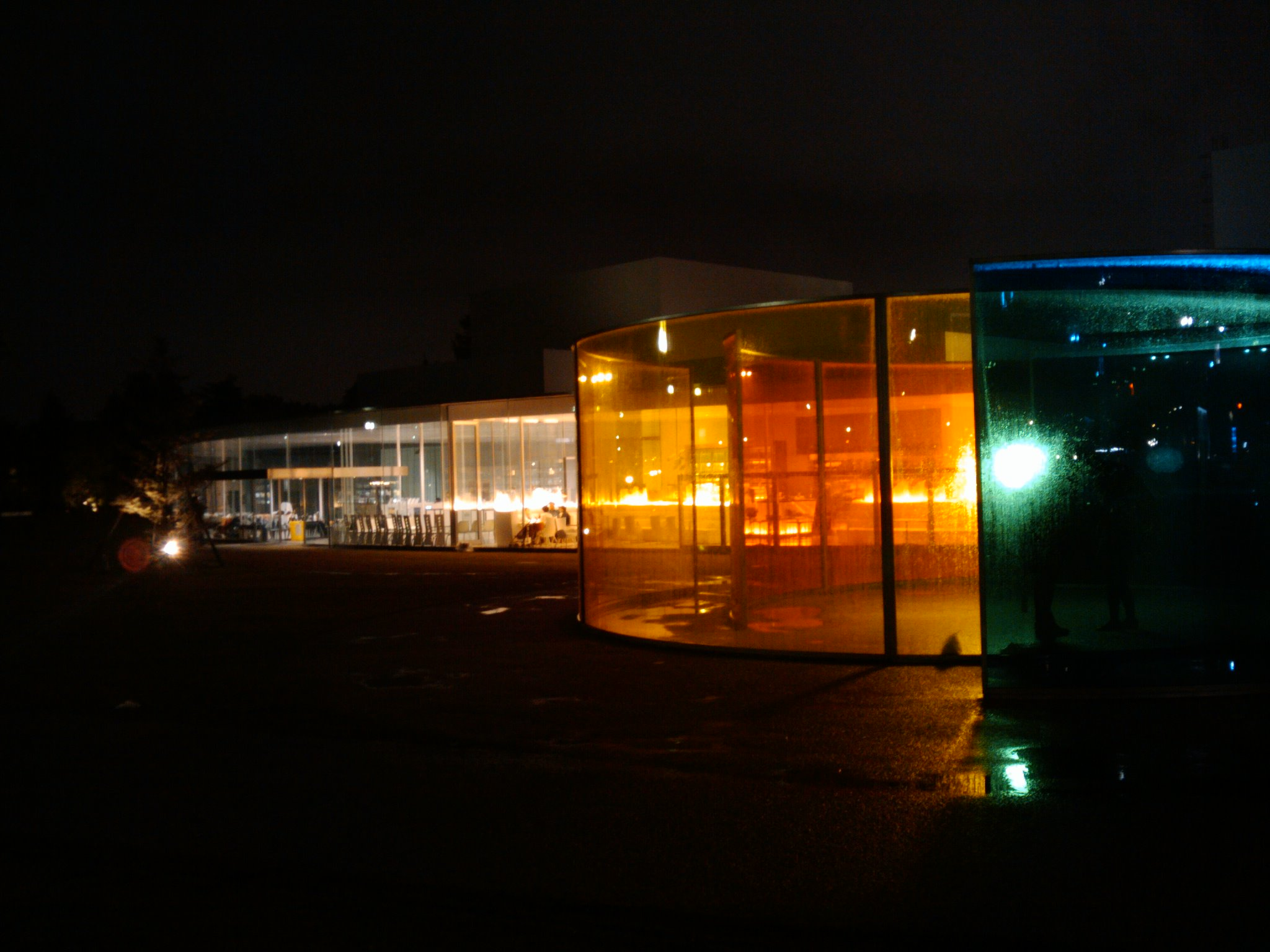
21st Century Museum of Contemporary Art, Kanazawa